# پرچم جزیره وایت
پرچم جزیره وایت در ژانویه ۲۰۰۹ پذیرفته شد.